# Chiesa di Santa Cecilia (Camnago Volta)
La chiesa di Santa Cecilia è un edificio di culto cattolico situato a Camnago Volta, nel territorio comunale di Como. La chiesa è sede della parrocchia locale.

## Storia e descrizione
Attestata alla fine del XVI secolo come chiesa battesimale in cura ai frati dell'eremo di San Donato, fu elevata a parrocchiale dal vescovo di Como Lazzaro Carafino il 7 marzo 1654. Fino a quell'anno, la chiesa era alle dipendenze della parrocchia facente capo alla chiesa di San Donnino. Rielaborata nel corso nei secoli, la chiesa di Santa Cecilia ospita un cinquecentesco olio su tela raffigurante una Crocifissione, oltre a una pala d'altare - già attestata nel 1631 - raffigurante la santa titolare della chiesa in compagnia di san Carlo Borromeo. All'interno della chiesa, trovano inoltre posto una serie di arredi lignei (un pulpito, un confessionale e alcuni stalli del coro) d'ispirazione barocca.